# Старынкевич, Константин Сократович
Константин Сократович Старынкевич (17 (29) сентября 1858 — 23 сентября (6 октября) 1906) — российский государственный деятель; томский, харьковский и симбирский губернатор.

## Биография
Родился 17 (29) сентября 1858 года — сын Сократа Ивановича Старынкевича. 
Окончил юридический факультет университета[какого?].
Поступил на службу в Петербурге в июне 1879 г. (гвардейская конная артиллерия). В 1880 г. — подпрапорщик, в 1884 — поручик, 1891 — штабс-капитан, с 1895 — капитан, с 1896 — полковник. В 1895—1899 годах — командир 4-й батареи гвардейской конной бригады.
В 1899—1900 годах состоял офицером для особых поручений при министре внутренних дел. Затем занимал посты олонецкого (1900—1902) и курляндского (1902—1903) вице-губернатора.
23 июля 1903 года назначен томским губернатором и произведен в генерал-майоры. Прибыл в Томск 6 сентября. 7 сентября 1903 года вступил в управление губернией. Учредил в Томске конную полицейскую стражу, организовал при Томском городском полицейском управлении охранное отделение для выявления политически неблагонадежных лиц.

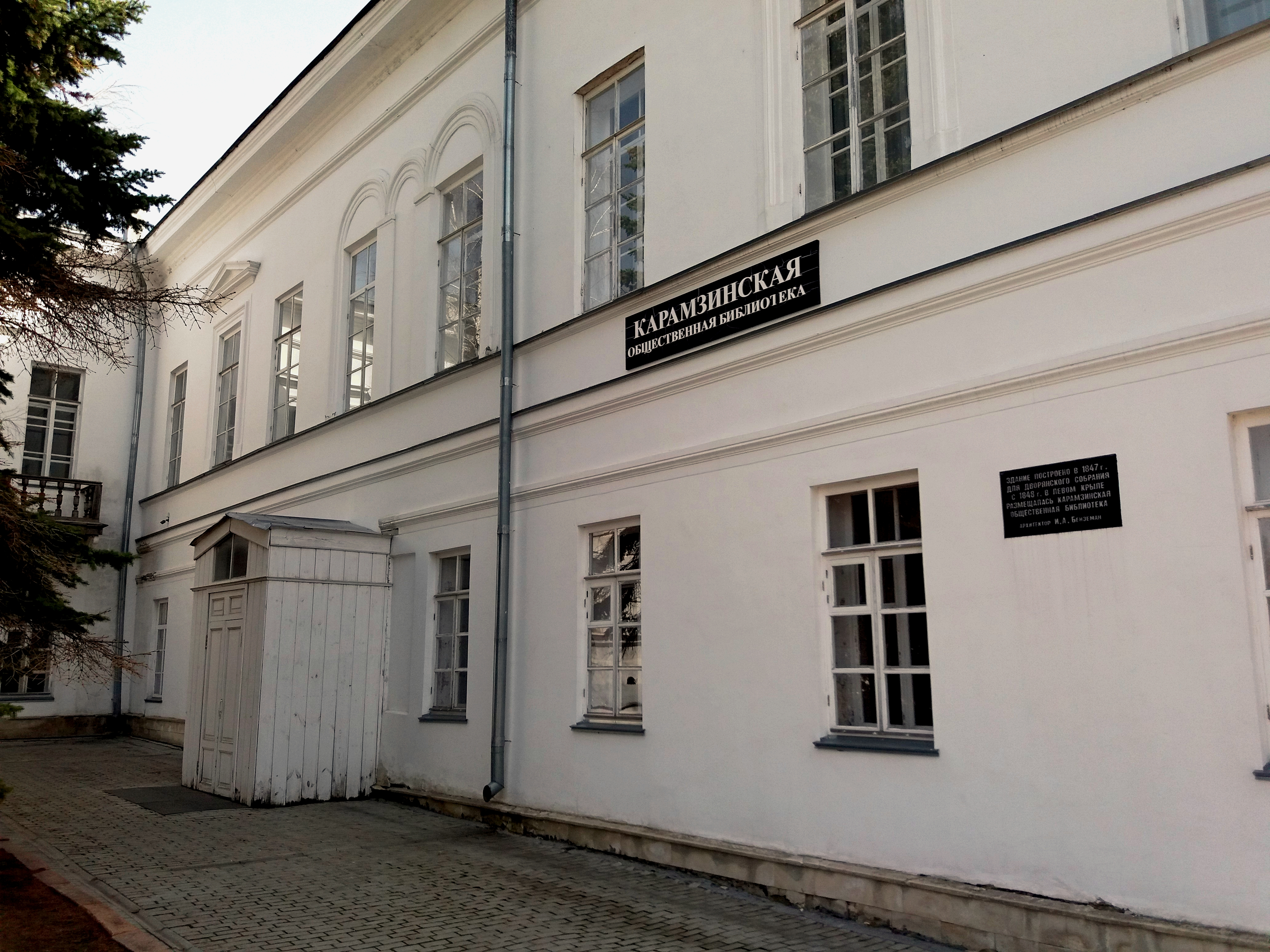
Вход в Карамзинскую библиотеку, где было произведено покушение на Старынкевича.

Содействовал получению Новониколаевском (Новосибирском) статуса города (ноябрь 1904). С назначением 4 ноября 1904 года харьковским губернатором покинул Томск 19 ноября 1904 года.
Харьковский губернатор в 1904—1905 годах; с 25 июля 1906 года — симбирский губернатор.
21 сентября 1906 года у входа в Карамзинскую общественную библиотеку, которая располагалась в левом крыле здания Дворянского собрания, в него была брошена бомба эсерами-террористами. Сначала ранения казались не тяжёлыми, но через два дня, 23 сентября (6 октября) 1906 года К. С. Старынкевич скончался от паралича сердца на почве заражения крови после повреждений, полученных от бомбы.
Был похоронен в Санкт-Петербурге, на Никольском кладбище Александро-Невской лавры.

## Память
В память о гибели губернатора К. С. Старынкевича на здании Дворянского собрания была установлена мемориальная доска (не сохранилась); 4 октября 2024 года, спустя 118 лет, на прежнем месте мемориальная доска была восставлена.

## Семья
Был женат с 13 октября 1885 года на дочери дворянина Елене Константиновне Тон (27.12.1864—28.03.1916) — внучке архитектора К. А. Тона. Их дети: сын — Александр (10.10.1886—?), подпоручик Гвардейской конно-артиллерийской бригады; дочь — Татьяна (22.05.1889—?).
После смерти К. С. Старынкевича, его семья проживала в Санкт-Петербурге.